# Ilarie Chendi
Ilarie Chendi (n. 14 noiembrie, 1871, Dârlos, comitatul Târnava Mică — d. 23 iunie 1913, București) a fost un critic literar român, aparținând curentului sămănătorist.

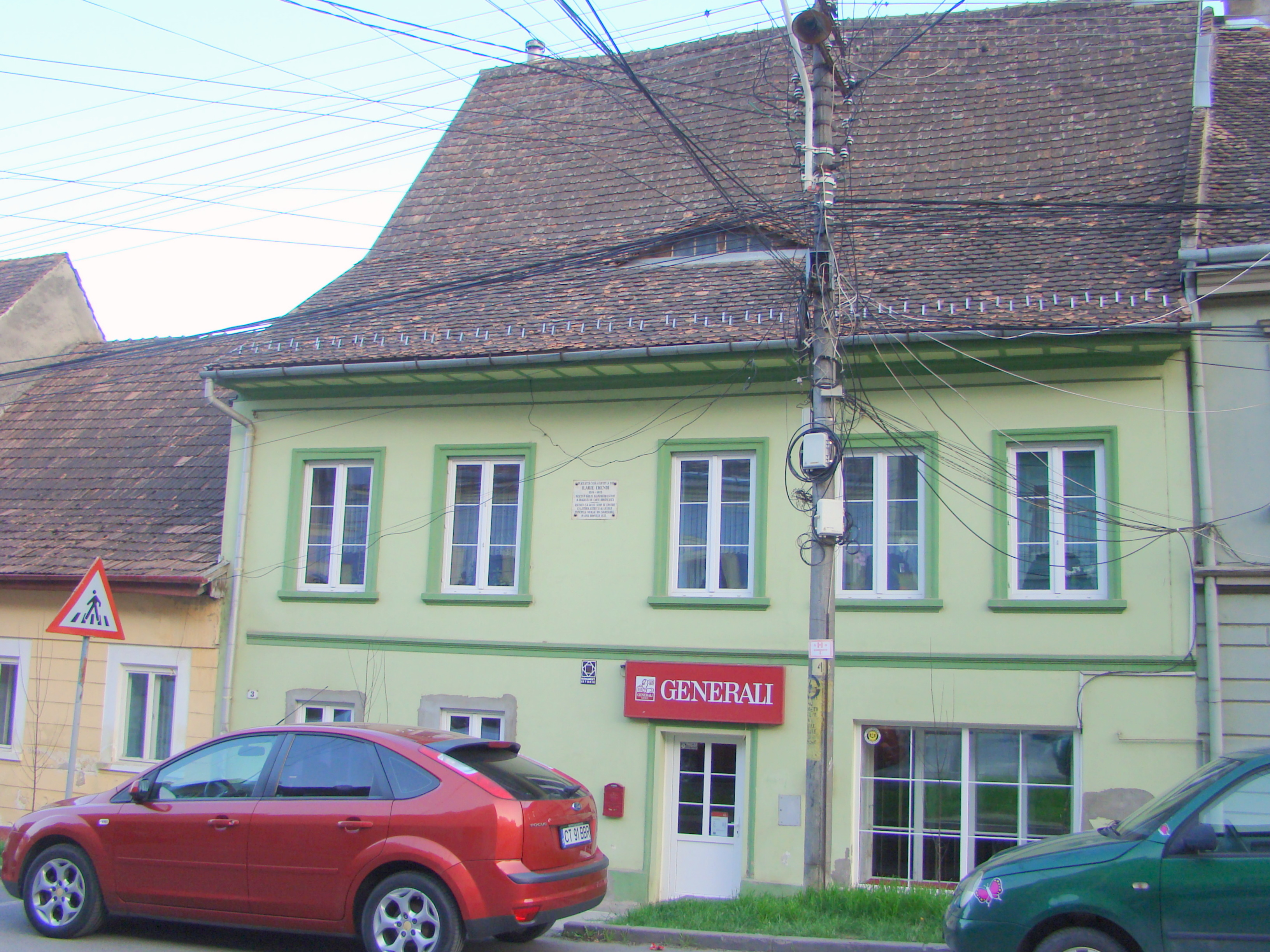
Casa din Sighișoara în care a locuit Ilarie Chendi în anul 1890

## Biografie
Ilarie a fost fiul lui Vasile Chendi, preot ortodox, și al Elizei (n. Hodoș). Urmează clasele primare la Bandul de Câmpie, iar apoi Gimnaziul Evanghelic German din Mediaș și Sighișoara, (actualul Liceu „Josef Haltrich”), locuind în același oraș.. Între 1891-1894 frecventează Seminarul Teologic din Sibiu, iar între 1894-1898 Facultatea de Litere de la Universitatea din Budapesta. Colaborează apoi, la Sibiu, la redactarea Enciclopediei române a lui Corneliu Diaconovici, după care lucrează în redacția publicației „Tribuna poporului” de la Arad. Se mută în 1898 la București, devenind bibliotecar la Biblioteca Academiei. 
Valorifică experiența de bibliograf în acest domeniu și publică Începuturile ziaristicii noastre (1789-1795). Colaborează la Creșterile colecțiunilor ( lista tipărită a cărților intrateîn bibliotecă). Alcătuiește, în colaborare, o bibliografie a operei lui Vasile Alecsandri, "prima bibliografie individuală de la noi" (după aprecierea lui Barbu Theoderescu), lucrare ce cuprinde volumele tipărite, manuscrisele autografe din Biblioteca Academiei Române și numeroasa referințe critice.
Înființează revistele „Viața literară” (1906), „Viața literară și artistică” (1907) și „Cumpănă” (1909), ultima condusă împreună cu Mihail Sadoveanu, Ștefan Octavian Iosif și Dimitrie Anghel. Face parte din primul comitet al Societății Scriitorilor Români (1909). 
Ilarie Chendi colaborează la multe periodice din București : Tribuna poporului, Libertatea, Țara Noastră, Luceafărul, Cosînzeana, Convorbiri literare.
A fost unul dintre principalii promotori ai curentului sămănătorist, văzut în sensul tradiției realismului popular al „Tribunei” sibiene, distanțat de direcția instituită de Nicolae Iorga. 
S-a sinucis la o zi după ce a aflat de moartea lui Șt. O. Iosif, un fel de frate de cruce, pe 23 iunie. Cei doi și-au făcut un jurământ de credință pe care criticul sămănătorist l-a respectat. Chendi află a doua zi, când se și sinucide respectându-și astfel jurământul. Amândoi au fost îngropați cu jale la cimitirul Belu, în aceeași zi de 25 Iunie 1913.
A fost unul dintre principalii promotori ai curentului sămănătorist, văzut în sensul tradiției realismului popular al „Tribunei” sibiene, distanțat de direcția instituită de Nicolae Iorga.
În localitatea Arad, pe str. Ilarie Chendi nr. 1-3, se găsește „Casa Ilarie Chendi”, înscrisă în Lista monumentelor istorice sub codul AR-II-m-B-00493. 

Pe data de 7 februarie 2008 a avut loc la Biblioteca Metropolitană București lansarea ediției Ilarie Chendi, Scrieri, în 10 volume, realizată de profesorul universitar Dumitru Bălăieț, pe parcursul a peste 25 de ani de cercetare. 

## Opera

### Volume
- S-au dus în țară (nuvelă), Sibiu, 1893
- Începuturile ziaristicii noastre (1789–1795), Orăștie, 1900
- Zece ani de mișcare literară în Transilvania (1890–1900), Oradea, 1901
- Preludii. Articole și cercetări literare, București, 1903
- Foiletoane, București, 1904; ediția a II-a, 1925
- Fragmente. Informațiuni literare, București, 1905
- Impresii, București, 1908; ediția a II-a, 1924
- Portrete literare, București, 1911
- Schițe de critică literară, București, 1924

### Reeditări
- Pagini de critică, ediție îngrijită, studiu introductiv, note și bibliografie de Vasile Netea, București, Editura pentru Literatură,1969
- Scrieri, ediție, prefață, tabel cronologic, note și comentarii de Dumitru Bălăeț, vol. I-X, București, Editura Minerva, 1988-2008
- Eminescu și vremea sa, ediție îngrijită, studiu introductiv, notă asupra ediției și schiță biobliografică de Răzvan Voncu, București, Editura Viitorul Românesc, 1999

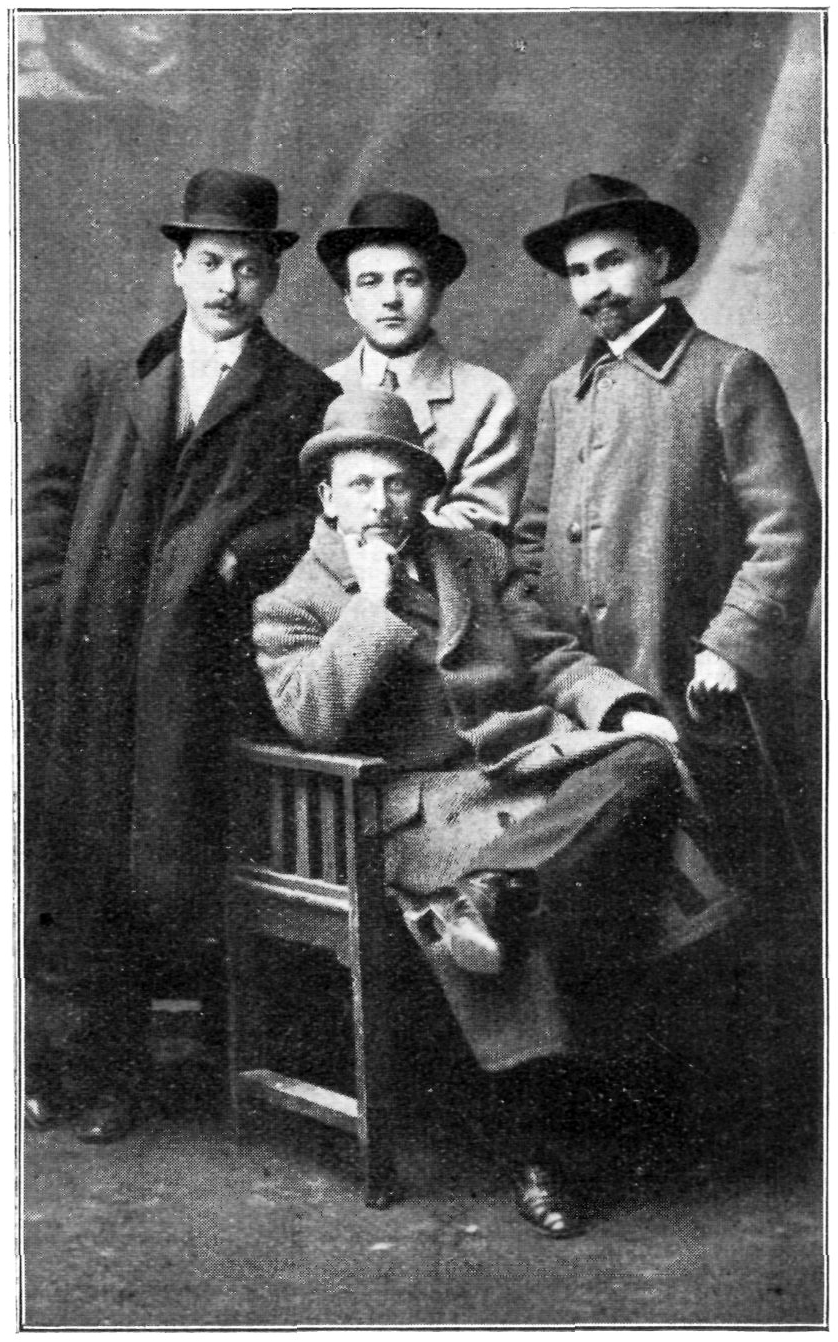
Șt. O. Iosif - Victor Eftimiu - Ilarie Chendi - Octavian Goga
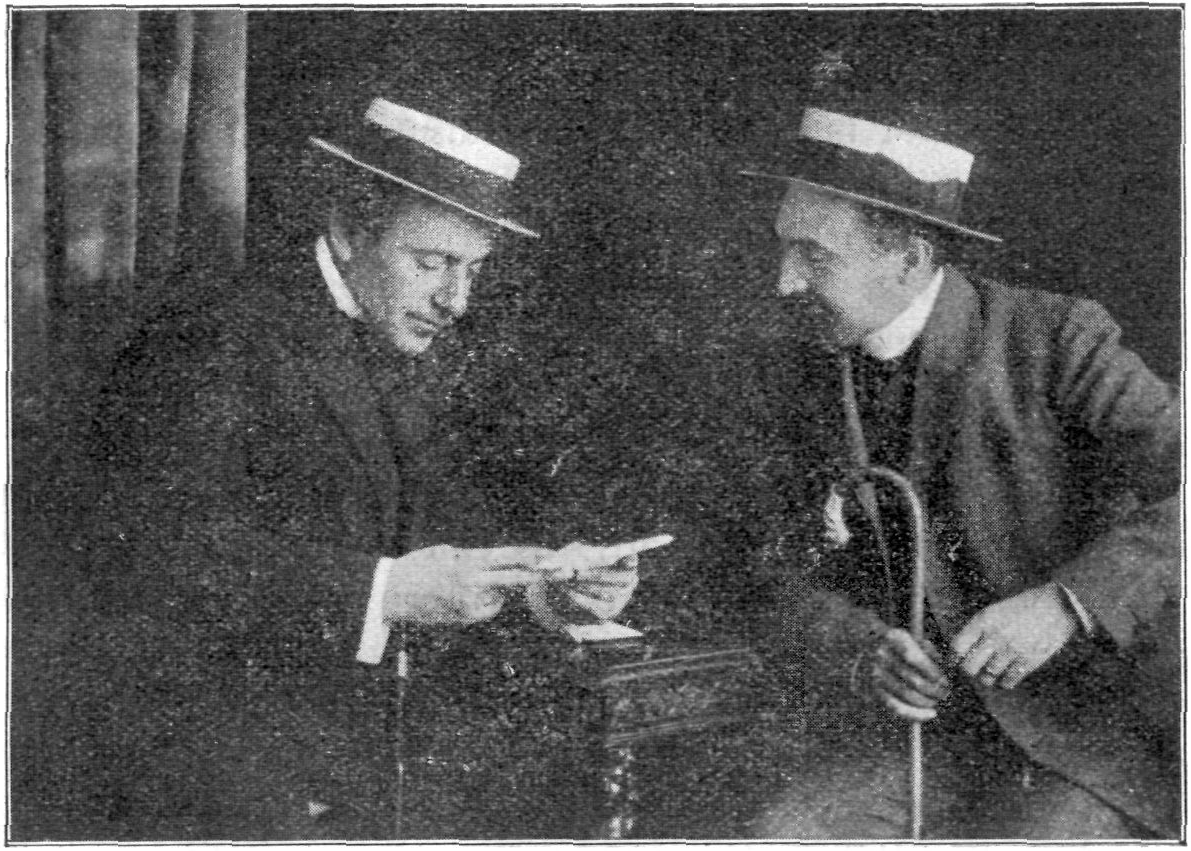
Cincinat Pavelescu si Ilarie Chendi
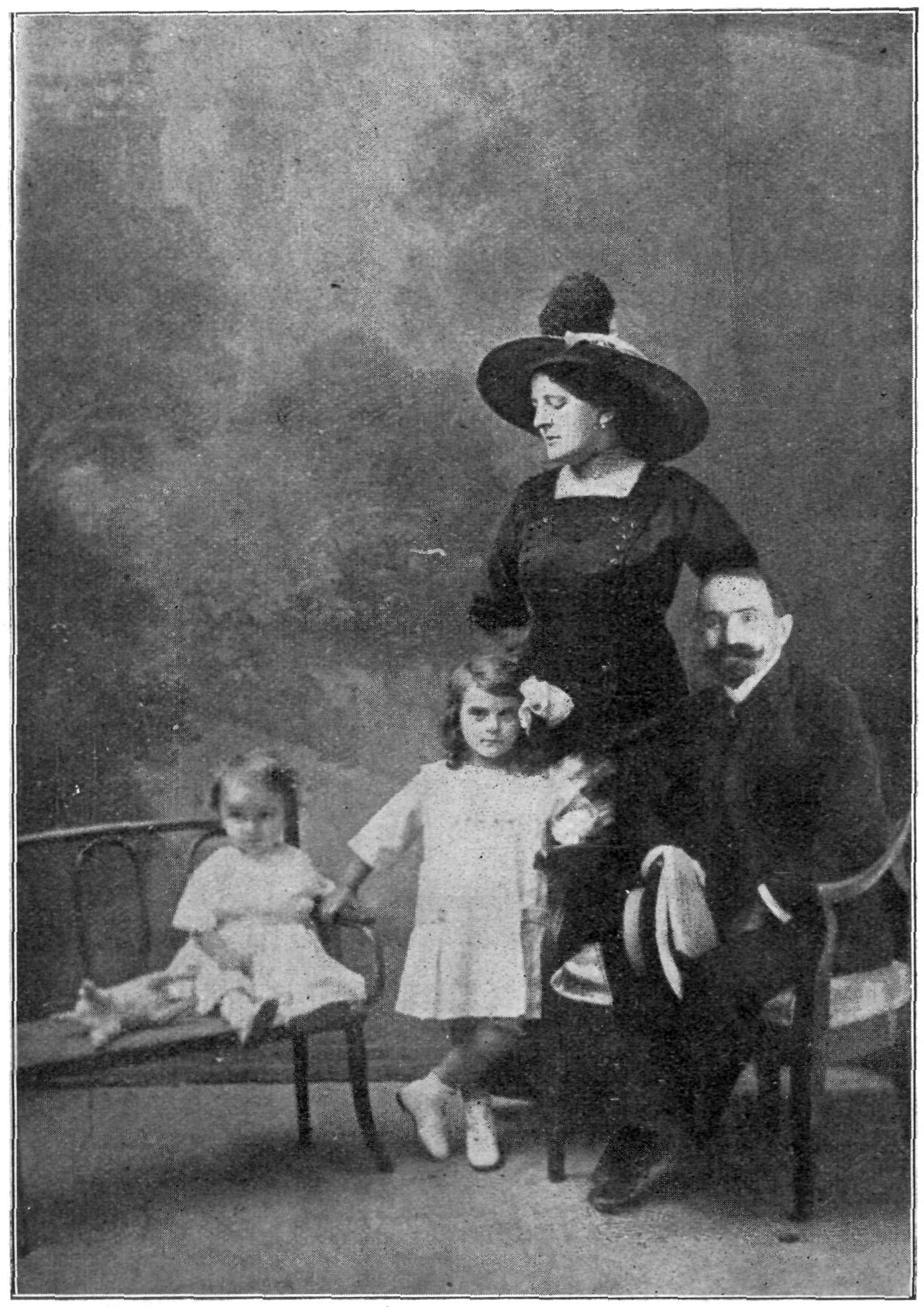
Familia
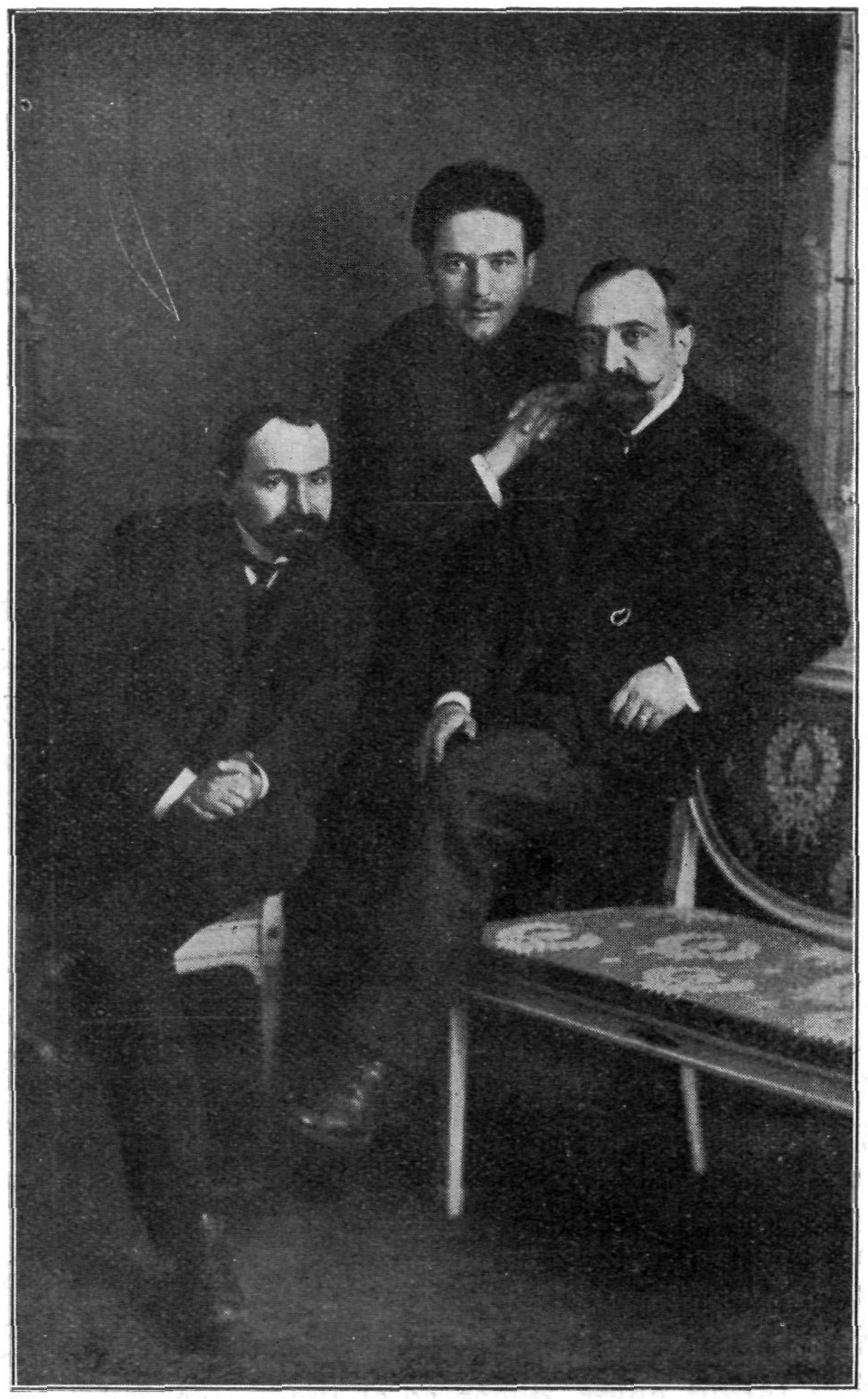
Ilarie Chendi - Victor Eftimiu - Caton Theodorian